# Olaf Mørch Hansson
Olaf Mørch Hansson (Eiker 28 de julio de 1856 - Kristiania, 22 de febrero de 1912 ) fue un actor, director de teatro y jefe de teatro noruego.

## Vida y obra

### Antecedentes
Pertenecía a la familia Hansson de Trondheim. Su padre era el secretario de justicia y escribano Christian Rasmus Hansson (1807–1872), mientras que su madre era Harriet Marie Mørch (1816–1903). Su hermano Michael Skjelderup Hansson (1839–1922) y sus descendientes se convirtieron en jefes de Storebrand.

### Actor

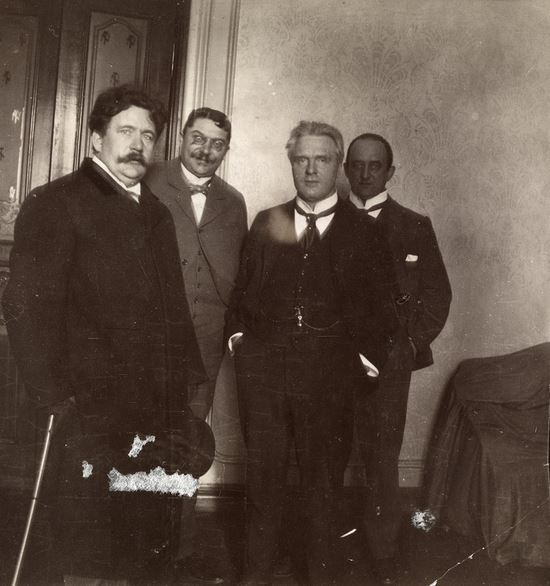
Olaf es el segundo desde la izquierda en esta foto del Teatro Nacional en 1903. Además, desde la izquierda se puede ver al compositor Johan Halvorsen (Olaf M. Hansson), al director de teatro Bjørn Bjørnson y al actor Olav Voss.

Después de un año en una escuela en Drammen y un año en una escuela técnica en Trondheim, abandonó sus estudios y, tras varios trabajos ocasionales, terminó en el Christiania Theater, donde iba a debutar alrededor de 1875. Este debut se pospuso, y en su lugar comenzó un período de aprendizaje en el mismo lugar. El segundo intento de debut también se pospuso debido a un incendio, por lo que se trasladó a Den Nationale Scene en Bergen y debutó allí en su lugar.
De 1878 a 1883 estuvo nuevamente en el Christiania Theater. Luego, de 1883 a 1886, fue editor de Norske Intelligenz-Seddeler, el primer periódico de Noruega fundado en 1763. De 1886 a 1893 estuvo en su tercera etapa en el Christiania Theater, ahora como actor y director al mismo tiempo. Después de esto, pasó dos años como jefe del Carl Johan Teatret en el Tivoli de Kristiania, antes de que, desde 1895 hasta 1898, ascendiera en rango como jefe de teatro y director en Den Nationale Scene, donde había estado anteriormente.
Fue director de las funciones de apertura del Nationaltheatret con Barselstuen y Gert Westphaler el 1 de septiembre de 1899. Como actor en el principal teatro del país, se destacó como el Asesor Brack en Hedda Gabler y el doctor Kann en Laboremus. De 1905 a 1906, fue jefe de teatro interino en el Nationaltheatret, y de 1908 a 1909, jefe de teatro en Den Nationale Scene en Bergen.
Olaf se casó en 1880 con la actriz y posteriormente jefa de teatro Thora Hansson (1845–1917), y en 1896 con la actriz Agnethe Schibsted-Hansson (1868–1951). Fueron padres del diplomático Thorolf Mørch Hansson (1881–1952) y del jefe de teatro Gunnar Neels-Hansson (1883–1967). Su hijo Gunnar fue contratado en 1915 en el teatro de su madre y fue padre de la actriz Thora Elisabeth Neels-Hansson (1918–2007), nacida en Stavanger y más conocida como Nøste Schwab
| Año  | Título         | Autor       | Rol      | Escena           | Ref.  |
| ---- | -------------- | ----------- | -------- | ---------------- | ----- |
| 1900 | Moderate løier | Otto Benzon | Director | Nationaltheatret | [ 5 ] |

## Obras
- Hansson, Olaf (1912). Oplevelser og humoresker.